# 平石駅
平石駅（ひらいしえき）は、かつて秋田県横手市山内土渕（さんないつちぶち）字平石上段（ひらいしじょうだん）にあった、東日本旅客鉄道（JR東日本）北上線の駅（廃駅）である。

## 歴史
開設当初から無人駅で、当時の山内村が建設費200万円を全額負担して作られた請願駅であった。
- 1963年（昭和38年）7月15日：日本国有鉄道（国鉄）の駅として平鹿郡山内村に新設[1][3]。気動車の旅客のみ取扱う無人駅[4]
- 1987年（昭和62年）4月1日：国鉄分割民営化に伴い、JR東日本の駅となる[1]。
- 2016年（平成28年）12月1日：冬季期間（12月1日 - 翌年3月31日）、全列車通過となる[5][6]。
- 2022年（令和4年）3月12日：ダイヤ改正に伴い廃止[7]。ダイヤ改正時点で冬季休業中であり、2021年（令和3年）11月30日が実質的な最終営業日となった。

## 駅構造
単式ホーム1面1線を有する地上駅。ホーム上に待合室があった。
横手駅管理の無人駅。

## 駅周辺
駅のすぐ脇に民家が一軒あるが（駅全景画像参照）、それ以外は駅の至近に建物は無い。但し、徒歩圏には民家が点在する。
- 秋田県道273号外山落合線
- 国道107号
- 道の駅さんない

## 隣の駅
東日本旅客鉄道（JR東日本）
■北上線
小松川駅 - 平石駅 - 相野々駅